# Платтевілл (Вісконсин)
Платтевілл (англ. Platteville) — місто (англ. city) в США, в окрузі Грант штату Вісконсин. Населення — 11 836 осіб (2020).

## Географія
Платтевілл розташований за координатами 42°44′0″ пн. ш. 90°28′15″ зх. д. / 42.73333° пн. ш. 90.47083° зх. д. (42.733261, -90.470851).  За даними Бюро перепису населення США в 2010 році місто мало площу 14,13 км², уся площа — суходіл. В 2017 році площа становила 16,45 км², уся площа — суходіл.

## Демографія
Згідно з переписом 2010 року, у місті мешкали 11 224 особи в 3644 домогосподарствах у складі 1598 родин. Густота населення становила 795 осіб/км².  Було 3840 помешкань (272/км²).
Расовий склад населення:
| - 94,7 % — білих - 2,1 % — чорних або афроамериканців - 1,7 % — азіатів - 0,2 % — корінних американців |

До двох чи більше рас належало 1,0 %. Частка іспаномовних становила 1,6 % від усіх жителів.
За віковим діапазоном населення розподілялося таким чином: 11,3 % — особи молодші 18 років, 78,0 % — особи у віці 18—64 років, 10,7 % — особи у віці 65 років та старші. Медіана віку мешканця становила 22,4 року. На 100 осіб жіночої статі у місті припадало 128,8 чоловіків;  на 100 жінок у віці від 18 років та старших — 131,9 чоловіків також старших 18 років.
Середній дохід на одне домашнє господарство  становив 49 786 доларів США (медіана — 41 583), а середній дохід на одну сім'ю — 69 954 долари (медіана — 67 176). Медіана доходів становила 35 340 доларів для чоловіків та 29 306 доларів для жінок. За межею бідності перебувало 33,5 % осіб, у тому числі 20,0 % дітей у віці до 18 років та 8,6 % осіб у віці 65 років та старших.
Цивільне працевлаштоване населення становило 6301 особа. Основні галузі зайнятості: освіта, охорона здоров'я та соціальна допомога — 29,5 %, мистецтво, розваги та відпочинок — 17,8 %, роздрібна торгівля — 16,0 %.